# 亚瑟小子
亚瑟小子，原名亚瑟·雷蒙德四世（英語：Usher Raymond IV，1978年10月14日—），美国流行R&B男歌手，於1990年代後期成名，他第二張專輯中的《Nice & Slow》是他第一首獲得告示牌單曲榜冠軍的歌曲。时至今日，他的专辑在全球已经销售了近6500万张，并一共得到了8项葛萊美獎。
亚瑟小子同时也是克里夫兰骑士队的股东之一，也有自己的唱片公司，US唱片公司。

## 早期生活
亚瑟小子出生于德克萨斯的达拉斯，是琼塔·巴顿（Jonetta Patton，本姓 ）和亚瑟·雷蒙德三世的儿子。他儿时的大部分时间都生活在田纳西州的查塔努加。还是个孩子的时候，他就加入了当地的唱诗班，在那里，他发觉了自己的唱歌才能。在初中的时候，亚瑟小子成功地参加了当地的才艺秀。亚瑟小子一家搬到了乔治亚州的亚特兰大，因为他们相信在那个城市亚瑟小子可以崭露他的才华。在亚特兰大的时候，亚瑟小子进入了诺斯斯普林斯高中（North Spring Charter of Arts and Sciences）学习。

## 音乐生涯
13岁的时候，亚瑟小子在《Star Search》节目比赛，在比赛的时候，他被LaFace唱片公司的星探发现， 并且他安排亚瑟小子在L·A·里德（L.A.Reid）面前进行试唱，一纸合约随即到来。亚瑟小子被安排演唱了“Call Me A Mack”，这首歌收录于约翰·辛格顿的电影《Poetic Justice》。

### 1994－1995：《Usher》（首张专辑）
1994年8月30日，LaFace发行了亚瑟小子的首张同名专辑《Usher》，并由Sean Combs“——P Diddy”担任大部分歌曲制作人以及唱片执行人共同发表专辑。这张专辑当时在Top R&B/HIPHOP Album榜上排名25以及他的三首单曲“Can U Get Wit It”，“Think Of You”以及“The Many Ways”也都榜上有名。
高中毕业后，亚瑟小子继续磨炼着他的舞台演出技巧并为他的第二张专辑打基础。他也和同样来西亚特兰大的少年歌手Monica在1995年的时候，合唱了“Let’s Straighten It Out”；在1996年LaFace出品的奥运歌曲专辑《Rhythm of the Game》中演唱了“Dreamin'”。他还在电影《Kazaam》中配唱了歌曲“I swear I'm in love”。

### 1997－1998年：《My Way》
Usher结交了Jermaine Dupri这个朋友，此人与他共同在他的第二张专辑《My Way》中，创作和制作了几首歌曲，这张专辑发表于1997年9月16日。主打单曲“You Make Me Wanna”在那年夏天播放于通过电台播放并在第二周就成为了大热门，专辑也同期发售。“You Make Me Wanna”共计11周夺节奏蓝调/嘻哈榜的榜首（三年来的最久记录）并且连续7周在Pop榜单上排名第二（仅次于艾爾頓·約翰的“Candle In the Wind”）。这首单曲更是空前地在排行榜上停留了71周，同时也成为了亚瑟小子的第一支白金单曲。专辑的第二主打单曲“Nice & Slow”，发表于同年11月在1998年1月份的时候连续两周在公告牌百强单曲榜榜单上位居第一，同样也在节奏蓝调/嘻哈单曲榜上连续八周的第一。之后的夏天里，专辑中与之齐名的单曲“title track”也夺得了POP方面的第二和R&B方面的第四。
1997年底，亚瑟小子开始参加一系列的巡演包括在Puffy的“No Way Out”演唱会，玛丽·布莱姬的演唱会演唱以及在Janet Jackson的“The Velet Rope”里进行开场表演。《My Way》在美国夺得了六项白金歌曲。亚瑟小子也以“You Make Me Wanna”被格莱美奖提名为“最佳R&B男歌手”，也因为这首歌，他被灵魂列车音乐奖提名为“最佳男歌手R&B/灵歌单曲奖”。
亚瑟小子的荧屏处女作是UPN的电视连续剧《Moesha》，之后他在电视剧中扮演相同角色并在1998年的时候在电影《The Faculty》里得到了他的第一个电影角色。亚瑟小子活跃于唱片之外的演艺事业，他主演了日间剧《The Bold and the Beautiful》以及家庭电视剧《Promised Land》。同时，他也拍了两部电影，《She’s All That》还有他的第一部担任主演的电影《Light It Up》。他和Drew Carey共同参加的迪士尼的电视电影《Geppetto》。亚瑟小子也参加了许多社区活动：他担任了美國運輸部的“Get Big on Safety”运动的发言人， 以及NBC的节目“NBA Inside Stuff”。他同时参加了NBA的“Stay in School”节目并在少年团体大会上进行表演。
亚瑟小子的第一张演唱会专辑《Live》，发行于1999年，这张专辑中包括了和Lil’ Kim, 锯齿边缘, Trey Lorenz, Shanice, Twista以及Manuel Seal的合作，同时也被美国唱片工业协会认作为黄金唱片。

### 2001－2002年：《8701》
亚瑟小子的第三张录音室专辑，原名为《All About U》，原本计划在2001年年初发行，第一支单曲“Pop Ya Collar”（由Kevin Briggs——“She’kspere”共同创作和制作），在2000年年末发表并且在英国榜上位居第二，但是在美国却表现不佳。专辑中的几首歌曲也由于电台和网络的泄漏而不得不进行重新选取，专辑因此被推迟发行，这张专辑因此没有得到热烈的公众反响。
重新修改了专辑之后，专辑取名为《8701》（以亚瑟小子从事这行的年份[1987－2001]，同时也是它的发行日期：2001年8月7日——8/7/01）。两支单曲“U Remind Me”以及“U Got It Bad”各自都在夏季以及秋季的百强单曲榜上连续四周及六周位居榜首。2002年初，歌曲“U Don't Have to Call”也上升到了前五的位置。专辑中的最后一首单曲，“U－Turn”，在美国之外的地区发行，同样也在英国以及澳大利亚夺得前二十热门歌曲。《8701》得到了4项白金荣号，并且在全球销售超过7,000,000张唱片。
2002年2月，亚瑟小子以“U Remind Me”赢得了格莱美最佳R&B男歌手奖。第二年，他以“U Don't Have to Call”赢得了相同奖项。在近10年之前，像这样连续获得两次奖项的歌手只有Luther Vandross以及Stevie Wonder（70年代）。
2002年夏天，亚瑟小子为P. Diddy的“I Need a Girl, Part I”献声。同年11月，亚瑟小子也以出演一系列的电视剧收尾，分别是《The Twilight Zone》，《7th Heaven》，《Moesha》以及《American Dreams》（亚瑟小子在其中扮演了Marvin Gaye）。

### 2004－2005：《Confessions》
《Confessions》，亚瑟小子的第四张录音室专辑，发行于2004年3月23日，单曲“Yeah！”连续12周在公告牌百强单曲榜上第一，连续8周在节奏蓝调/嘻哈单曲榜上第一。专辑发售的第一周就创造了1,100,000的记录，打破了13年来R&B男歌手的销售记录（打破了R. Kelly的专辑《TP-2.com》所销售的540，000张的记录）
专辑的第二和第三首单曲“Burn”和“Confessions Part II”同样也在公告牌百强单曲榜上位居第一，前者更是停留了8周，后者也有2周。从而连续19周夺冠（Yeah！12周+Burn7周，Burn是在7周后被打断一周获得8周的），创造了一个记录。2004年9月，“My Boo”，一首与艾莉西亚·凯斯合唱的作品（这首歌还有一个特别版本，发行于原始版本之后半年），并获得6周冠军。在那一年，亚瑟小子的4首歌共计28周第一也创造了一个记录。12月，专辑的最后一支单曲“Caught Up”在百强单曲榜上排行第八。《Confessions》成为了当年大获成功的专辑。在美国得到了钻石唱片，在全球榜单上也连续好几周排行第一，并且到2008年时，这张专辑在全球销售了超过19,000,000张。继“Caught Up”后，亚瑟小子又发行了另一首单曲“Redlight”，这首歌也收录于他的特别版专辑中。
亚瑟小子得过无数得奖项，包括两个MTV Video Music Awards，分别是“Best Male Video”以及“Best Dance Video”,三个世界音乐奖(“Best Male Artist,” “Best Male Pop Artist” 以及 “Best R&B Artist“)，两个Source Hip-Hop Music Awards (“Male R&B Artist of the Year” 以及“R&B/Rap Collaboration of the Year,”一个 Nordic Music Award,三个 Radio Music Awards, 四个全美音乐奖, 11个Billboard Music Awards 以及两个MTV欧洲音乐奖。2005年，第47届格莱美奖颁奖典礼上，亚瑟小子赢得了三个奖项，包括R&B Performance by a Duo or Group With Vocals（和艾莉西亚·凯斯合作的“My Boo”），“Rap/Sung Collaboration””歌曲 “Yeah!”) 以及 “Contemporary R&B Album” (专辑《Confessions》)。
2005年春季，亚瑟小子与Lil Jon’s合唱的歌曲“Lovers and Friends”在Hot 100上排行第三，2005年11月，亚瑟小子在Lions Gate的电影《In the Mix》中扮演了名叫Darrell的DJ。

### 2006－2008：拍戏，合作以及《Here I stand》
2006年8月22日，亚瑟小子接下了百老汇音乐剧《芝加哥》中的Billy Flynn一角。但评论界却褒贬不一，认为他表演得有些过头。现在亚瑟小子正在录制他的第五张录音室专辑。专辑原本计划在2007年11月发行，但之后又推迟到2008年4月。去年6月，网上有泄漏版专辑，声称是亚瑟小子的新专辑，但实际上只是个人编辑的亚瑟小子早期未公开的一些歌曲。2007年时，亚瑟小子在劳·凯利的专辑《Double Up》里与其合作了歌曲“Same Girl”他也在奥马里恩的“Ice Box”一曲中合唱了混音版本。亚瑟小子也为Mary J. Blige的新专辑《Growing Pains》献声，演唱了“Shakedown”。在继前张专辑《Confessions》四年之后，在6月3日发行令歌迷期待已久的全新大碟《Here I Stand》。这张专辑本定于6月底发行，却因为全球亚瑟小子的歌迷热切要求，大大提前了发行时间。“Love In This Club”这首曾拿下公告牌百强单曲榜冠军的专辑首波主打歌在MV播放之后的几个星期里都稳坐公告牌百强单曲榜的亚军席位。

### 2009:Raymond v. Raymond 以及 Versus

亞瑟小子在OMG Tour

Raymond v. Raymond發行於2010年3月26日，在亞瑟小子與Tameka離婚不久後發行。"Papers"是這張專輯第一張單曲，發行於2009年，是一首關於離婚的歌，他榮登告示牌熱門R＆B /嘻哈歌曲兩週。

### 2012－現在：Looking 4 Myself
2012年6月8號亞瑟小子發行了第七張專輯 《Looking 4 Myself》。

## 个人生活
亚瑟小子是艺人本·维林（Ben Vereen）的教子。2007年6月，亚瑟小子宣布他和他的未婚妻塔梅卡·福斯特（Tameka Foster）将在2007年秋天时有一子。这对于亚瑟小子来说是他的第一个孩子，但对于刚离婚的女友福斯特来说是第四个孩子。这对夫妻原本打算于2007年7月28日，在唱片公司执行L·A·里德在汉普顿的家中结婚，但是婚礼却突然取消。2007年8月3日，亚瑟小子和福斯特在他的律师，位于亚特兰大的办公室中结婚。2007年九月，亚瑟小子以1,950,000美元买下了他在亚特兰大位于南部乡村俱乐部（County Club of the South）的住所。
他和他的家人现在住在乔治亚州Alpharetta的豪宅中，位于亚特兰大的郊区。他的母亲琼塔·巴顿也住在当地。亚瑟小子是第44任美國總統巴拉克·奥巴马的支持者。2007年9月20日，他在奥巴马于乔治亚州全球会议中心的政治集会上发表演说。2007年11月26日，Tameka生下一子，亚瑟·雷蒙德五世。
亚瑟小子的父亲，亚瑟·雷蒙德三世，于2008年1月18日去世。

## 音樂作品
- 首張同名專輯 (Usher) 1994年
- 走自己的路 (My Way) 1997年
- 8701 2001年
- 愛的告白 (Confessions) 2004年
- 王者對決 (Here I stand) 2008年
- 頂尖對決 (Raymond v. Raymond) 2010年
- Looking 4 Myself 2012年
- Hard II Go 2016年
- A (with Zaytoven) 2018年
- Coming Home 2024年